# Changes (album de For the Fallen Dreams)
Pour les articles homonymes, voir Changes.
Albums de For the Fallen Dreams
New Beginnings EP
(2007) Relentless
(2009)
Changes est le premier album du groupe de Metalcore For the Fallen Dreams. L'album est paru le 8 janvier 2008 sous le label Rise Records.
L'album comporte quelques morceaux du précédent EP, mais qui, sur cet album, ont été retravaillés et reenregistrés.

## Liste des morceaux
1. Brothers in Arms - 2:59
2. New Beginnings - 3:40
3. Hopeless - 3:20
4. Last Dying Breath - 3:28
5. This World Around Us - 2:11
6. Never Again - 4:25
7. Changes - 2:02
8. Vengeance (ft. Chris Aslip de Suffocate Faster) - 2:59
9. Falling Down - 3:22
10. Through the Looking Glass - 5:51

## Personnel
For the Fallen Dreams
- Chad Ruhlig - Chant
- Jim Hocking - Guitare lead, chœurs sur Through the Looking Glass
- Marcus Morgan - Guitare rythmique
- Joe Ellis - Basse
- Andrew Tkaczyk - Batterie

Production
- Produit, mixé et masterisé par Joey Sturgis
- Pochette et booklet par Chris Rubey (The Devil Wears Prada)